# Sphaeradenia meridionalis
Sphaeradenia meridionalis är en enhjärtbladig växtart som beskrevs av R.Erikss. Sphaeradenia meridionalis ingår i släktet Sphaeradenia och familjen Cyclanthaceae. Inga underarter finns listade.